# Indigofera pechuelii
Indigofera pechuelii är en ärtväxtart som beskrevs av Carl Ernst Otto Kuntze. Indigofera pechuelii ingår i släktet indigosläktet, och familjen ärtväxter. Inga underarter finns listade i Catalogue of Life.